# Sweet Home Alabama
„Sweet Home Alabama“ je název skladby skupiny Lynyrd Skynyrd, které se poprvé objevila v roce 1974 na druhém albu skupiny Second Helping.
„Sweet Home Alabama“ byla zčásti napsaná jako odpověď na písně „Southern Man“ a „Alabama“ od Neila Younga, ve kterých se kriticky vyjadřoval k jihu. Skladba zaujímá postoj obrany a oslavy jihu. Větší část „Sweet Home Alabama“ je tvořená zpěvákovou tužbou vrátit se zpátky do svého rodného státu Alabama, avšak obsahuje i slova, která se někdy interpretují jako vyjádření podpory tehdejšímu guvernérovi Georgi Wallaceovi a také jako odpuštění za skandál Watergate. Skladba se stala jednou z nejoblíbenějších písní tzv. southern rocku v historii rockové hudby.

## Neil Young
Text je narážkou na skladby Neila Younga "Southern Man" a "Alabama", které hlásí údajný rasismus a pokrytectví v zaobírání se černými lidmi na jihu (a konkrétně v Alabamě).
Naproti oblíbenému přesvědčení, že mezi Youngem a skupinou Lynyrd Skynyrd panovalo nepřátelství, je dokázáno, že mezi nimi vládlo oboustranné uznání. Krátce po vydání "Sweet Home Alabama" se textař skupiny Lynyrd Skynyrd Ronnie Van Zant zeptal Neila Younga, zda by skupina nemohla nahrát nějakou jeho skladbu. Young jim nabídl "Powderfinger", avšak k nahrání se nedostali, možná i kvůli havárii letadla v roku 1977, při které Van Zant a někteří další členové zahynuli. Píseň tak skončila na Youngově albu Rust Never Sleeps. Van Zanta také několikrát viděli nosit tričko s Youngovým albem Tonight's the Night. Podobně, i basák skupiny Crazy Horse měl na sobě tričko skupiny Lynyrd Skynyrd v koncertním filmu Neila Younga a kapely Crazy Horse s názvem Rust Never Sleeps.

## Politické odkazy
Ve spojení s obranou jihu, píseň také obsahuje politické odkazy, které byly zdrojem kontroverze.
V době napsání skladby (1974) byl guvernérem přední stoupenec rasové segregace George Wallace.
Fandové skladby tvrdí, že slova této písně neznamenají podporu pro Wallacovu politiku. Naopak, interpretují ji jako vypískání guvernéra a vyhlášení, že skupina dělala všechno pro to, aby udržela guvernéra mimo úřad. V písní totiž po slovech In Birmingham, they love the governor následuje bučení boo boo boo. Různí členové skupiny popřeli, že skladba podporuje segregaci. Také v posledním rádiovém rozhovoru pozůstalí členové vyhlásili, že poslední řádek je odkazem na pochod za lidská práva, vedený Martinem Lutherem Kingem.

## Verze
Kromě originálu na studiovém albu se skladba objevila na více kolekcích a živých albech kapely. V roce 2004 se zrodila její hip-hopová verze od rapové skupiny B.A.M.A., sídlící v Alabamě. Argentinští hudebníci Charly García a Andrés Calamaro nahráli verzi s upraveným textem, nazvanou „Sweet Home Buenos Aires“, která se stala místní klasikou.
česká coververze
Pod názvem „Noc houpá se s náma“ s textem Aleše Brichty ji v roce 1996 nazpívala Pavla Kapitánová. Vyšlo na albu „Radio Hey! Poctivá muzika II.“ v roce 2004.

## V médiích a populární kultuře
"Sweet Home Alabama" zůstává oblíbenou skladbou na přání na rockových rádiích. Objevila se také v mnoha filmech, včetně The Texas Chainsaw Massacre (2003), Con Air, 8 Mile, Forrest Gump, Joe Dirt, The Girl Next Door a Sahara. V roce 2002 si název skladby vypůjčil režisér Andy Tennant pro svůj film Sweet Home Alabama. Soundtrack k tomuto filmu obsahuje originální verzi, jako i coververzi od Jewel Kilcher.
Píseň posloužila i jako úvodní znělka videoher spojených se sérií NASCAR od EA Sports. Stala se neoficiální státní písní Alabamy a oblíbenou písní mezi studenty University of Alabama.
Ukázka skladby byla použita i v reklamních kampaních firmy KFC.